# Synchiropus morrisoni
Espèce
Synchiropus morrisoni est une espèce de poissons d'eau de mer de la famille des Callionymidae.

## Répartition
Ce taxon se rencontre sur les côtes d'Australie, de Corée du Sud, des États fédérés de Micronésie, des Fidji, de Guam, des Îles Mariannes du Nord, des Îles Marshall, des Îles Salomon, d'Indonésie, du Japon, de Kiribati, de Malaisie, de Nauru, de Nouvelle-Calédonie, des Palaos, de Papouasie-Nouvelle-Guinée, des Philippines, de Taïwan, des Samoa américaines, de Samoa, du Timor oriental, de Tokelau, de Tonga, de Tuvalu, de Vanuatu, de Wallis-et-Futuna.
Ce poisson de récif est présent entre 10 et 40 m de profondeur mais plus fréquemment entre 25 et 33 m.

## Description
Synchiropus morrisoni peut mesurer jusqu'à 80 mm de longueur totale.

## Classification
Le nom valide complet (avec auteur) de ce taxon est Synchiropus morrisoni Schultz, 1960. Cette espèce a été décrite par Leonard Peter Schultz (d) dans une publication coécrite avec Wilbert McLeod Chapman (d), Ernest Albert Lachner (d) et Loren Paul Woods (d).
Synchiropus morrisoni a pour synonyme :
- Neosynchiropus morrisoni (Schultz, 1960)

## Étymologie
Son épithète spécifique, morrisoni, lui a été donnée en l'honneur du malacologiste américain Joseph P.E. Morrison (d) (1906-1983).

## Publication originale
- (en) Leonard P. Schultz, Wilbert M. Chapman, Ernest A. Lachner et Loren P. Woods, « Fishes of the Marshall and Marianas islands. Vol. 2. Families from Mullidae through Stromateidae », Bulletin of the United States National Museum, États-Unis, vol. 202, no 2,‎ 1960, p. 1-438.